# NGC 7506
NGC 7506 ist eine linsenförmige Galaxie vom Hubble-Typ S0-a im Sternbild Fische auf der Ekliptik. Sie ist schätzungsweise 179 Millionen Lichtjahre von der Milchstraße entfernt.
Das Objekt wurde am 20. September 1784 von William Herschel mit seinem 18,7-Zoll-Spiegelteleskop entdeckt und später von Johan Dreyer in den New General Catalogue aufgenommen.